# Фирлей, Николай (воевода сандомирский)
Николай Фирлей (1588—1635) — государственный деятель Речи Посполитой, каштелян бецкий (1615) и войницкий (1618), воевода сандомирский (1633—1635), староста казимирский (1596) и любельский (1614). Ближайший советник польского короля Владислава IV Вазы.

## Биография
Представитель польского магнатского рода Фирлеев герба «Леварт». Сын референдария надворного коронного и воеводы краковского Николая Фирлея (ум. 1599/1601) от первого брака с Эльжбетой Лигезой (ум. 1594).
На его крещении среди гостей присутствовал сам польский король Сигизмунд ІІІ Ваза и Анна Ягеллонка.
В течение двенадцати лет изучал философию, математику и юриспруденцию в Германии, Англии, Италии, Франции и Испании. После возвращения на родину стал придворным короля Речи Посполитой Сигизунда ІІІ Вазы.
В 1615 году Николай Фирлей получил должность каштеляна бецкого, а в 1618 году был назначен каштеляном войницким. В 1633 году Николай Фирлей получил должность воеводы сандомирского. В 1633 году был избран послом на сейм, также являлся маршалком коронного трибунала в Люблине.

## Семья и дети
Был дважды женат. До 1612 года первым браком женился на Регине Олесницкой (ум. 1632/1632), дочери воеводы любельского Николая Олесницкого (1558—1629). Дети:
- Збигнев Фирлей (1613—1649), староста любельский (1636)
- Генрик Фирлей (ум. ок. 1640), ксендз
- Станислав Фирлей (ум. после 1635)
- Ян Фирлей (ум. после 1635)
- Анджей Фирлей (ум. 1661), каштелян любельский (1655), ротмистр королевский (1661)
- Эльжбета Фирлей (ум. после 1650), 1-й муж подчаший великий литовский Кшиштоф Сапега (1590—1637), 2-й муж Анджей Рысинский, 3-й муж с 1643 года воевода сандомирский Кшиштоф Оссолинский (1587—1645), 4-й муж с 1645 года маршалок великий коронный Лукаш Опалинский (1581—1654).

После 1632 года вторично женился на Марии Могилянке (1591—1638), дочери молдавского господаря Иеремии Могилы и вдове воеводы брацлавского Стефана Потоцкого (1568—1631), от брака с которой детей не имел.